# Konrad Herter
Gustav Adolf Wilhelm Konrad Herter (* 16. Dezember 1891 in Berlin; † 23. November 1980 in Berlin) war ein deutscher Zoologe, der auf dem Gebiet der Tierphysiologie arbeitete.

## Leben
Konrad Herter war eins von fünf Kindern und der einzige Sohn des Bildhauers Ernst Herter und dessen Ehefrau Elisabeth, geborene Wiebe (1861–1939). Die Familie lebte in Berlin und ab 1900 in einer großen Villa in der Uhlandstraße 6 in der damals selbstständigen Großstadt Charlottenburg. Schon als Kind hielt Konrad Herter zahlreiche Wirbeltiere in Terrarien und besuchte häufig das Naturkundemuseum und den Zoo. Er lernte schon früh Zoologen kennen, unter anderem den damaligen Zoodirektor Ludwig Heck und den Direktorialassistenten am Berliner Zoo, Oskar Heinroth, der 1904 eine Cousine von Herters Mutter heiratete und 1913 Direktor des neuen Aquariums im Berliner Zoo wurde. Nach Schulausbildung am Falk-Realgymnasium in Berlin, bei einem Privatlehrer in Charlottenburg und an der Rhotertschen Realschule in Blankenburg (Harz) bestand Herter im Februar 1913 das Abitur an der Hohenzollern-Oberrealschule in Schöneberg.
Herters Medizinstudium in Berlin und Freiburg im Breisgau wurde nach drei Semestern durch den Ersten Weltkrieg unterbrochen. Nach der Entlassung aus dem Heeresdienst Ende 1918 studierte Herter in Berlin zunächst weiter Medizin und anschließend Biologie. Er promovierte 1921 über die nicht dem Hören dienenden Funktionen des Labyrinths im Innenohr der Kaulquappen von Fröschen. Seine Doktorväter waren Alfred Kühn und nach dessen Ruf nach Göttingen Wolfgang von Buddenbrock-Hettersdorff.
Während seiner Zeit als Hilfs- und außerplanmäßiger Assistent am Zoologischen Institut in Göttingen heiratete Herter im März 1922 seine Frau Margarethe, geb. Fasquel (1892–1969). Ihr einziges Kind Wolfgang-Rainer (1925–1945) fiel im Zweiten Weltkrieg.
Konrad Herter erhielt 1923 eine Stelle als planmäßiger Assistent am Zoologischen Institut in Berlin, habilitierte sich 1924 und erhielt 1926 einen Lehrauftrag für "Vergleichende Physiologie der Sinnesorgane und Tierphysiologie". 1930–1931 lehrte Herter mit einem Stipendium der Rockefeller-Stiftung am Institut für vergleichende Physiologie der Universität Utrecht und wurde 1930 außerordentlicher und 1939 außerplanmäßiger Professor.
Nach dem Zweiten Weltkrieg wurde Herter zunächst kommissarischer Leiter des Zoologischen Instituts der Humboldt-Universität Berlin, dann 1946 Professor mit vollem Lehrauftrag und 1949 Direktor des Zoologischen Instituts in der Invalidenstraße. 1952 erhielt Herter dann eine ordentliche Professur an der 1948 gegründeten Freien Universität Berlin und wurde dort Leiter der Abteilung für Tierphysiologie und Tierpsychologie des Zoologischen Instituts in Berlin-Dahlem. Seine erste und anfangs einzige Assistentin war Hildegard Strübing, die ebenso wie die damalige studentische Hilfskraft Wolfgang Gewalt mit Herter von der Humboldt-Universität an die Freie Universität gewechselt war. Herter blieb in Dahlem bis zu seiner Emeritierung im Jahre 1959.

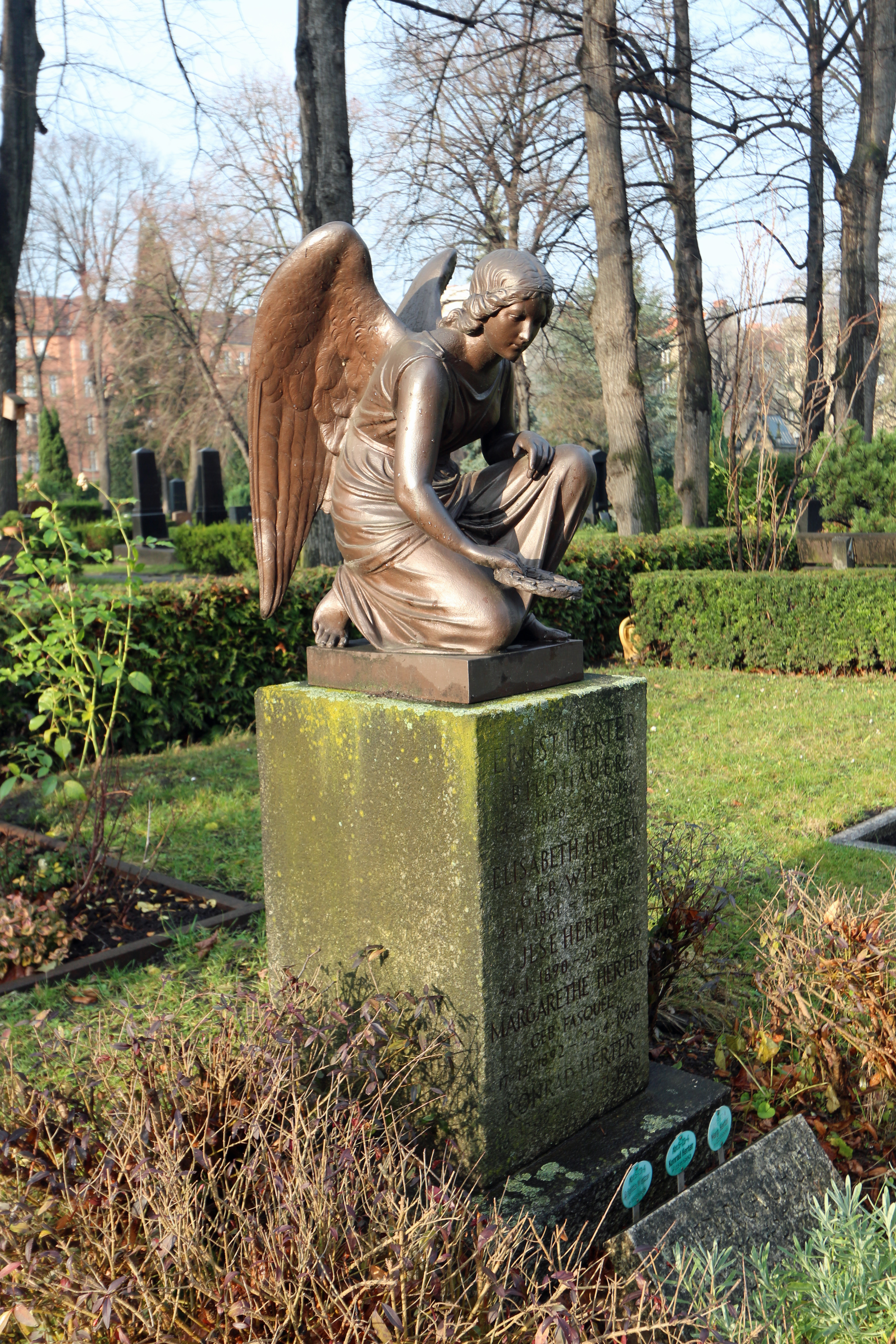
Hertersche Grabstelle auf dem Alten Zwölf-Apostel-Friedhof in Berlin-Schöneberg, auf der auch Konrad Herter beigesetzt wurde

Konrad Herter starb im Alter von 89 Jahren und wurde auf der Herterschen Grabstelle auf dem Alten Zwölf-Apostel-Friedhof in Berlin-Schöneberg beigesetzt. Hier ruhen seine Eltern, seine Ehefrau, zwei seiner Schwestern (Ilse Herter (1890–1943) und Brigitta Wintzer (1899–1983)) sowie die langjährige Hausangestellte Friederica Claus.

## Veröffentlichungen (Auswahl)
- Der Temperatursinn der Tiere, 2., unveränd. Aufl., Nachdr. der 1. Aufl. Wittenberg Lutherstadt, Ziemsen, 1962, Hohenwarsleben : Westarp-Wiss.-Verlag-Gesellschaft 2006, ISBN 3-89432-720-0, Die neue Brehm-Bücherei, H. 295
- Die Fischdressuren und ihre sinnesphysiologischen Grundlagen, Berlin: Akademie-Verlag 1953.
- Tierphysiologie, Berlin : W. de Gruyter & Co.: 
  - Teil 1: Stoffwechsel und Bewegung, 1927, Sammlung Göschen, Band 972,
  - Teil 2: Reizerscheinungen. 1928, Sammlung Göschen, Band 973.